# Jāņa Daliņa stadions
Jāņa Daliņa stadions – wielofunkcyjny stadion w Valmierze, na Łotwie. Został otwarty 31 lipca 1938 roku. Obiekt może pomieścić 2000 widzów.
Stadion został otwarty 31 lipca 1938 roku. Na inaugurację miał na nim miejsce finisz zawodów w chodzie na 20 km, które zwyciężył urodzony w Valmierze Jānis Daliņš (srebrny medalista igrzysk olimpijskich w 1932 roku w chodzie na 50 km). W 1988 roku stadion został nazwany jego imieniem. W 1993 roku obiekt został zmodernizowany. W 2008 roku odbyły się na nim lekkoatletyczne Mistrzostwa Łotwy. W 2018 roku rozpoczęła się kolejna modernizacja, w ramach której m.in. przebudowana zostanie trybuna główna obiektu, a za nią powstanie także hala lekkoatletyczna. Zakończenie prac planowane jest na 2020 rok.